# Adam Podlesh
Adam Podlesh (født 1. august 1983 i Rochester, New York, USA) er en amerikansk football-spiller, der spiller som punter for NFL-holdet Pittsburgh Steelers. Han har spillet for holdet siden 2014, og har tidligere repræsenteret Chicago Bears og Jacksonville Jaguars.